# Mariken Wessels
Mariken Wessels (Vlaardingen, 1963) is een Nederlands kunstenaar. Haar beeldend werk bestaat uit sculpturen, fotografie, film, installaties, collages en kunstenaarsboeken.

## Opleiding en prijzen
Vanaf 1985 studeerde Wessels aan de Toneelschool Amsterdam, waar ze in 1989 in de richting Acteren afstudeerde. Na haar afstuderen heeft Wessels in verschillende voorstellingen gespeeld. 
Van 2004-2008 studeerde ze aan de Gerrit Rietveld Academie waar ze haar diploma in Fine Arts behaalde. 
Voor haar boek Taking Off. Henry My Neighbor heeft ze prijzen gewonnen als 'The Author Book Award' in Arles 2016, 'The Best Dutch and Flemish Book designs award' 2016 en een 'Honorary Appreciation' van 'Schönste Bücher Aus Aller Welt', Leipzig 2016. Voor haar boek Elisabeth - I want to eat heeft ze de 'Fotofestival di Roma Book Award: Silver Medal' gekregen.  

## Publicaties
- 2023: Fruits Of Labor
- 2020: Miss Cox - Miss Cox - Nude - Arising from the Ground
- 2015: Taking Off. Henry My Neighbor
- 2012: He was there
- 2012: Who
- 2011: Keepsake/Monument
- 2010: Queen Ann. P.S. Belly Cut Off
- 2008: Elisabeth - I want to eat
- 2007: Nederland

## Werk in collecties
- Stedelijk Museum, Amsterdam
- Kunstmuseum, Den Haag
- FoMu, Antwerpen
- Fotomuseum, Den Haag
- Tate Library, Martin Parr collection, Londen
- International Center of Photography Library, New York

## Exposities
- Solo tentoonstelling, DMW Gallery, Antwerpen  ‘Models- Of A Different Kind’, 2023
- Keramiekmuseum Princessehof, Leeuwarden ‘Human After All’, 2020
- Solo tentoonstelling, Fotomuseum Den Haag, ‘I’M OK - YOU’RE OK’, 2017
- Solo tentoonstelling, FoMu, Antwerpen,  ‘Taking Off. Henry My Neighbor’, 2016
- Solo tentoonstelling, Ravestijn Gallery, 'Nude - Arising From The Ground', 2020
- Solo tentoonstelling met Ravestijn Gallery bij Art Rotterdam, 2019